# Peter Hintze
 (novembre 2016).
Si vous disposez d'ouvrages ou d'articles de référence ou si vous connaissez des sites web de qualité traitant du thème abordé ici, merci de compléter l'article en donnant les références utiles à sa vérifiabilité et en les liant à la section « Notes et références ».
Pour les articles homonymes, voir Hintze.
Peter Hintze, né le 25 avril 1950 à Honnef et mort le 27 novembre 2016, est un homme politique allemand membre de l'Union chrétienne-démocrate d'Allemagne (CDU).

## Biographie

### Un théologien à l'engagement précoce
En 1968, il passe avec succès son Abitur à Bad Honnef et adhère à la CDU. Peter Hintze s'inscrit alors à l'université rhénane Frédéric-Guillaume de Bonn pour y étudier la théologie protestante. En parallèle, il suit une formation à l'école ecclésiastique de Wuppertal.
Peter Hintze est élu membre du comité directeur fédéral de l'Association des étudiants chrétiens-démocrates (RCDS) en 1971, puis vice-président fédéral l'année suivante. Il quitte ses fonctions en 1974.
Élu en 1975 au conseil municipal de Bad Honnef, Peter Hintze passe son premier diplôme théologique d'État en 1977 et réussit le second deux ans plus tard. Il devient ainsi pasteur protestant à Königswinter et renonce à son mandat électif.

### Une rapide ascension politique
En 1983, le ministre fédéral de la Famille Heiner Geißler le nomme commissaire fédéral au service civil. Peter Hintze quitte alors la vie professionnelle. À l'occasion des élections fédérales du 2 décembre 1990, il est élu député fédéral de Rhénanie-du-Nord-Westphalie au Bundestag. Cette même année, il prend la présidence du groupe de travail protestant (EAK) de la CDU/CSU.
À la suite de la formation du cabinet Kohl IV, Peter Hintze est nommé à 40 ans secrétaire d'État parlementaire du ministère fédéral des Femmes et de la Jeunesse, sous la direction d'Angela Merkel.

### Le dernier secrétaire général d'Helmut Kohl
Le 13 mai 1992, Peter Hintze est désigné secrétaire général par intérim de la CDU, du fait de la nomination de Volker Rühe au gouvernement fédéral. Il est effectivement élu par le congrès fédéral de Düsseldorf, le 26 octobre suivant, par 742 voix contre 149, soit 83,3 % de suffrages favorables.
À ce poste, Peter Hintze est chargé de l'organisation de la campagne des élections fédérales du 16 octobre 1994. Il mène alors une charge contre les sociaux-démocrates en dénonçant le « modèle de Magdebourg », polarisant la campagne autour du Parti du socialisme démocratique (PDS). Controversée, cette stratégie permet à la coalition noire-jaune au pouvoir de remporter une nouvelle mais courte victoire, assurant un cinquième mandat à Helmut Kohl.
Quatre ans plus tard, Peter Hintze décide d'adopter une stratégie de proximité, la « campagne de la poignée de main et de l'affichage » pour les élections fédérales du 27 septembre 1998. Ce choix est critiqué et la CDU/CSU perd les élections avec 35,1 % des voix, soit un recul de six points, tandis que le Parti social-démocrate d'Allemagne (SPD) de Gerhard Schröder monte à 40,9 % des suffrages. Peter Hintze en tire les conséquences et renonce à ses responsabilités dans le parti.

### Un député fédéral au premier plan
À la suite de ce scrutin, Peter Hintze est désigné président du groupe de travail sur les Affaires de l'Union européenne et porte-parole pour la Politique européenne du groupe CDU/CSU au Bundestag. Le 7 novembre 1998, Angela Merkel lui succède au secrétariat général du parti. Il s'engage par la suite dans le militantisme international, devenant vice-président de l'Internationale démocrate centriste (IDC) en novembre 2001, vice-président de l'Union démocratique internationale (UDI) en juin 2002 et vice-président du Parti populaire européen (PPE) en octobre 2002.
Les élections fédérales anticipées du 18 septembre 2005 n'ayant dégagé aucune majorité, une grande coalition est mise en place sous l'autorité d'Angela Merkel. À cette occasion, Peter Hintze est nommé secrétaire d'État parlementaire du ministère fédéral de l'Économie et de la Technologie. Élu président du groupement régional de la CDU de Rhénanie-du-Nord-Westphalie au Bundestag en janvier 2006, il est reconduit dans ses fonctions gouvernementales après les élections fédérales du 27 septembre 2009, qui aboutissent à la constitution d'une coalition noire-jaune.
Le 22 octobre 2013, lors de la session constitutive de la dix-huitième législature fédérale, Peter Hintze est élu vice-président du Bundestag par 449 voix favorables, se classant ainsi quatrième dans l'ordre des résultats.